# Барятинский, Александр Петрович

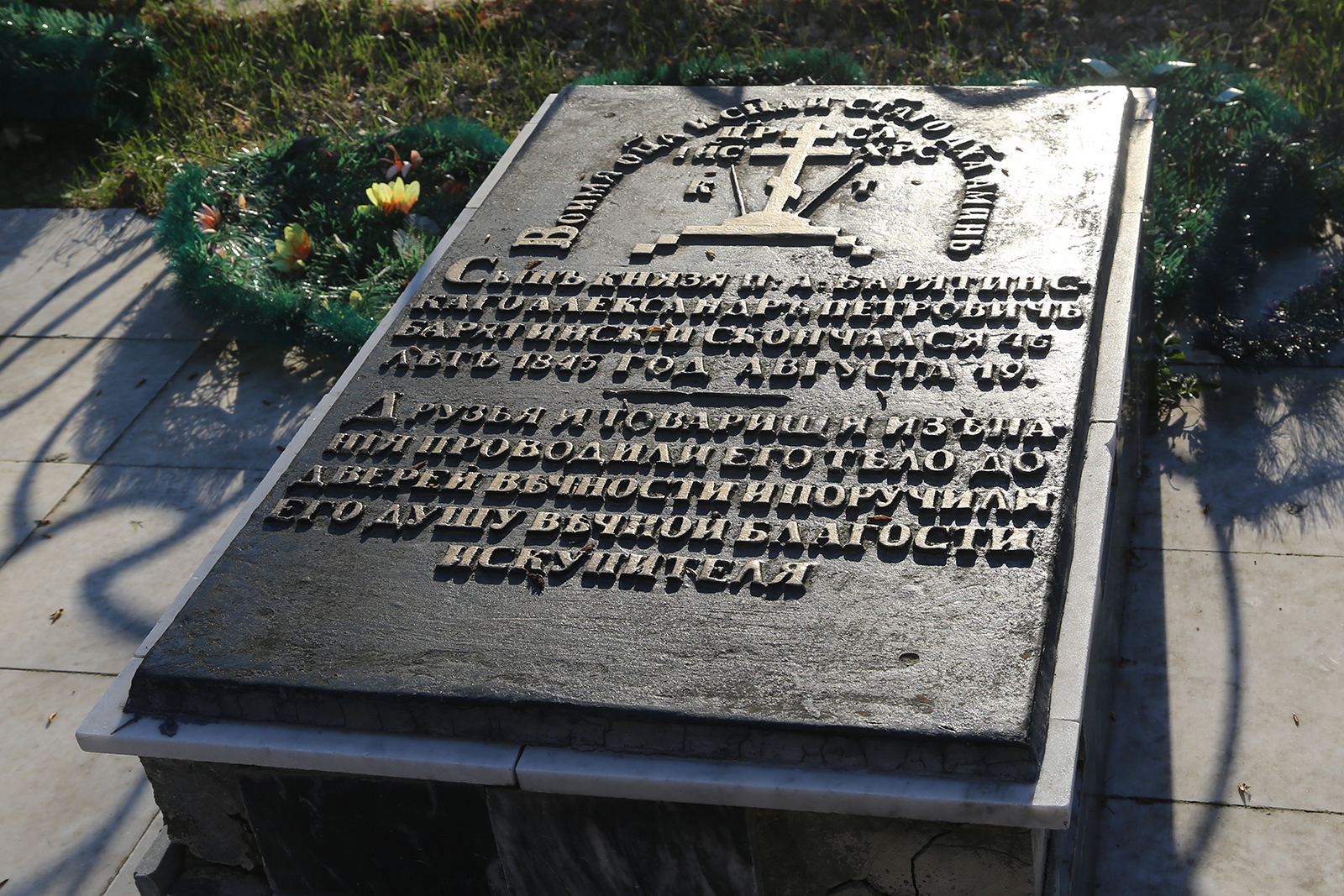
Могила А. П. Барятинского на Завальном кладбище. Тобольск, 2016 год.

Князь Алекса́ндр Петро́вич Баря́тинский (7 (18) января 1799 — 19 (31) августа 1844) — декабрист, штаб-ротмистр Гусарского полка. Член Союза благоденствия и Южного общества, друг П. И. Пестеля.

## Биография
Происходил из древнего рода Барятинских. Родился 7 (18) января 1799 года в семье Петра Николаевича Барятинского (ум. 12.02.1828), который был управляющим Казанской и Пензенской удельными конторами.
Воспитывался в петербургском иезуитском пансионе аббата Николя; сдав экзамен в Педагогическом институте в 1815 году поступил на службу, переводчиком в Коллегию иностранных дел. С 01.01.1817 г. начал военную службу юнкером в лейб-гвардии Гусарском полку; портупей-юнкер с 01.04.1817, корнет с 28.06.1817, поручик с 30.10.1819. Был назначен с 12 января 1820 года адъютантом к главнокомандующему 2-й армией графу Витгенштейну; с 17.03.1825 — штабс-ротмистр.
Был членом Союза благоденствия и Южного общества. В июне 1823 года вёл в Петербурге переговоры о слиянии Южного и Северного тайного общества. Пользуясь положением адъютанта командующего 2-й армией П. Х. Витгенштейна, расквартированной в Малороссии, часто бывал по службе в Петербурге, где и установил контакты с Северным обществом, в которое вступил в 1825 году. Наряду с Петром Свистуновым являлся одновременно членом Северного и Южного обществ. В ноябре 1825 года, за несколько дней до смерти Александра I, по поручению П. И. Пестеля возглавил Тульчинскую управу Южного общества декабристов.
Приказ об аресте — 27.12.1825, арестован в Тирасполе и 3.1.1826 отправлен в Петербург, 15 января доставлен адъютантом генерал-майора Бахтина на главную гауптвахту и в тот же день переведён в Петропавловскую крепость — «присылаемого к[нязя] Барятинского посадить по усмотрению» в № 21 куртины между бастионами Екатерины I и Трубецкого.
Был осужден по I разряду и по конфирмации 10.7.1826 приговорён в каторжную работу вечно. Отправлен в Кексгольм — 21.7.1826, срок сокращен до 20 лет — 22.8.1826, отправлен оттуда в Шлиссельбургскую крепость — 21.4.1827, отправлен в Сибирь — 28.9.1827.
В Читинский острог доставлен — 13.12.1827, с сентября 1830 — в Петровском заводе. Срок сокращен до 15 лет — 8.11.1832 и до 13 лет — 14.12.1835. В 1836 году его сестра Варвара Петрович Винкевич-Зуб, проживавшая в Рязани, обратилась с ходатайством о разрешении брату, страдавшему болезнью горла, лечения на Туркинских минеральных водах, но разрешения дано не было.
По окончании срока указом 10.7.1839 обращён на поселение, и по ходатайству князя Василия Васильевича Долгорукова, мать которого княгиня Екатерина Фёдоровна (урожденная княжна Барятинская) собрала для ссыльного в семье 950 р., поселён в Тобольске, куда отправлен после временного пребывания по болезни на Туркинских минеральных водах и в Красноярске — 29.11.1839.
Умер 19 (31) августа 1844 года в Тобольской больнице и был похоронен на Завальном кладбище.
Ему принадлежит авторство атеистических стихотворения «О боге» и сборника стихов на французском языке — «Часы досуга в Тульчине» (1824).